# Манастириште
Манастириште (болг. Манастирище) — село в Болгарии. Находится в Врачанской области, входит в общину Хайредин. Население составляет 1 045 человек.

## Политическая ситуация
В местном кметстве Манастириште, в состав которого входит Манастириште, должность кмета (старосты) исполняет Атанас Титов Атанасов (Коммунистическая партия Болгарии (КПБ)) по результатам выборов правления кметства.
Кмет (мэр) общины Хайредин — Радослав Тодоров Стойков (Болгарская социалистическая партия (БСП)) по результатам выборов в правление общины.